# کریستا اشتوبنیک
کریستا اشتوبنیک (: Christa Stubnick; ۱۲ دسامبر ۱۹۳۳ – ۱۳ مهٔ ۲۰۲۱)  دونده سرعت زن اهل آلمان شرقی بود.
وی در مسابقات کشوری و بین‌المللی در مجموع برندهٔ ۲ مدال طلا، ۲ مدال نقره، ۱ مدال برنز شده‌است.